# Lupburg
Lupburg ist ein Markt im Oberpfälzer Landkreis Neumarkt in der Oberpfalz.

## Geografie

### Geografische Lage
Der Ort liegt auf einem Jurakegel über dem Tal der Schwarzen Laber.

### Gemeindegliederung
Es gibt 24 Gemeindeteile (in Klammern ist der Siedlungstyp angegeben):
- Bux (Einöde)
- Degerndorf (Kirchdorf)
- Dettenhofen (Dorf)
- Eggenthal (Einöde)
- Fischhaus (Einöde)
- Gottesberg (Weiler)
- Haid (Weiler)
- Höhenberg (Einöde)
- Höhendorf (Weiler)
- Lupburg (Hauptort)
- Mantlach a.d.Laaber (Einöde)
- Meierhof (Einöde)
- Neuhaid (Einöde)
- Neuhof (Einöde)
- Niederhofen (Dorf)
- Pöfersdorf (Weiler)
- Pöllenhaid (Einöde)
- Prünthal (Dorf)
- Rackendorf (Kirchdorf)
- Rammersdorf (Einöde)
- See (Pfarrdorf)
- Seibertshofen (Dorf)
- Sturmmühle (Einöde)
- Wieselbruck (Einöde)

### Nachbargemeinden
|          |                                             | Hohenfels (Oberpfalz) |
| Parsberg | Kompassrose, die auf Nachbargemeinden zeigt |                       |
|          |                                             | Beratzhausen          |

## Geschichte

### Bis zur Gemeindegründung
Lupburg wurde zum ersten Mal in der ersten Hälfte des 12. Jahrhunderts erwähnt, als im Zeitraum um 1140 ein Lodeuuich de Luitpurch bezeugt wurde. Die Schreibweise des Ortes variierte in der Folgezeit bisweilen erheblich, so etwa 1143 als Lugeberch, 1155 als Lupurc, 1168 als Lugeberch, 1180–1183 als Lugburch, 1181 als Loepurg, 1194 als Lupurch, im 12. Jahrhundert als Loteberc, 1222 als Lvipurch, 1240 als Lvhpvrch, 1260 als Lvkpurch, 1262 als Luppurch und 1395 als Luppurg. 1811 wurde der Ort dann zum ersten Mal mit der heute gültigen Schreibweise bezeichnet.
Mit dem Tod Bischof Konrads V. von Lupburg 1313 (seit 1296 Bischof von Regensburg) starb das Ortsadelsgeschlecht der Lupburger aus. Bereits im Jahr 1300 wurden Burg Lupburg und der Ort von Bischof Konrad V. dem Hochstift Regensburg übertragen, danach mehrfach verpfändet, u. a. an Jörg Auer von Brennberg (nachweisbar von 1362 bis nach 1379) und die Fraunberger zum Haag (ab 1381). Im Jahre 1387 erwarb Herzog Friedrich von Bayern den Besitz. 1388 erscheint Hans (1) von Parsberg als Pfleger zu Lupburg. 1392 wurde die Herrschaft Lupburg dann an Hans (1) von Parsberg (≈1330–1398) verpfändet und blieb im Pfandbesitz der Parsberger, bis das Herzogtum Pfalz-Neuburg das Pfand 1572 einlöste und Lupburg Sitz eines Pfalz-Neuburgischen Pflegamtes wurde. Unter Pfalzgraf Philipp Ludwig bekam der Ort am 21. Oktober 1586 die Marktrechte und das Wappen verliehen. Im Zuge der Mediatisierung 1803 kam auch Lupburg zum Kurfürstentum Bayern. Mit Gründung des Königreiches Bayern 1806 wurde das Pflegamt Lupburg aufgelöst. Die heutige Gemeinde entstand mit dem Gemeindeedikt von 1818.

### Verwaltungsgemeinschaft
In der Zeit von 1978 bis 2001 bestand eine Verwaltungsgemeinschaft mit der Stadt Parsberg. Zuvor hatte die Regierung der Oberpfalz die Bildung dieser Verwaltungsgemeinschaft angeordnet.
Bei einer Bürgerbefragung im Jahr 2001 stimmten etwa 76 Prozent der Lupburger Bürger für eine eigene Verwaltung. Der Bayerische Landtag folgte dem Bürgerentscheid und löste die Verwaltungsgemeinschaft Parsberg auf.

### Eingemeindungen
Im Zuge der Gebietsreform in Bayern wurde am 1. Januar 1972 ein Teil der aufgelösten Gemeinde See mit Seibertshofen, Niederhofen und Dettenhofen eingegliedert. Seit dem 1. Mai 1978 gehört auch der größere Teil der aufgelösten Gemeinde Degerndorf zum Markt Lupburg, mit Ausnahme der Rudolfshöhe, die nach Parsberg eingemeindet wurde.

### Einwohnerentwicklung
Zwischen 1988 und 2018 wuchs der Markt von 1972 auf 2442 um 470 Einwohner bzw. um 23,8 %.

## Politik

### Bürgermeister
Manfred Hauser (CSU) wurde am 25. Oktober 2015 zum Ersten Bürgermeister gewählt. Die Neuwahl war nötig geworden, nachdem der bisherige Amtsinhaber Alfred Meier am 2. August 2015 nach langer Krankheit verstorben war. Er wurde am 15. März 2020 mit 86,1 % der Stimmen für sechs Jahre im Amt bestätigt.

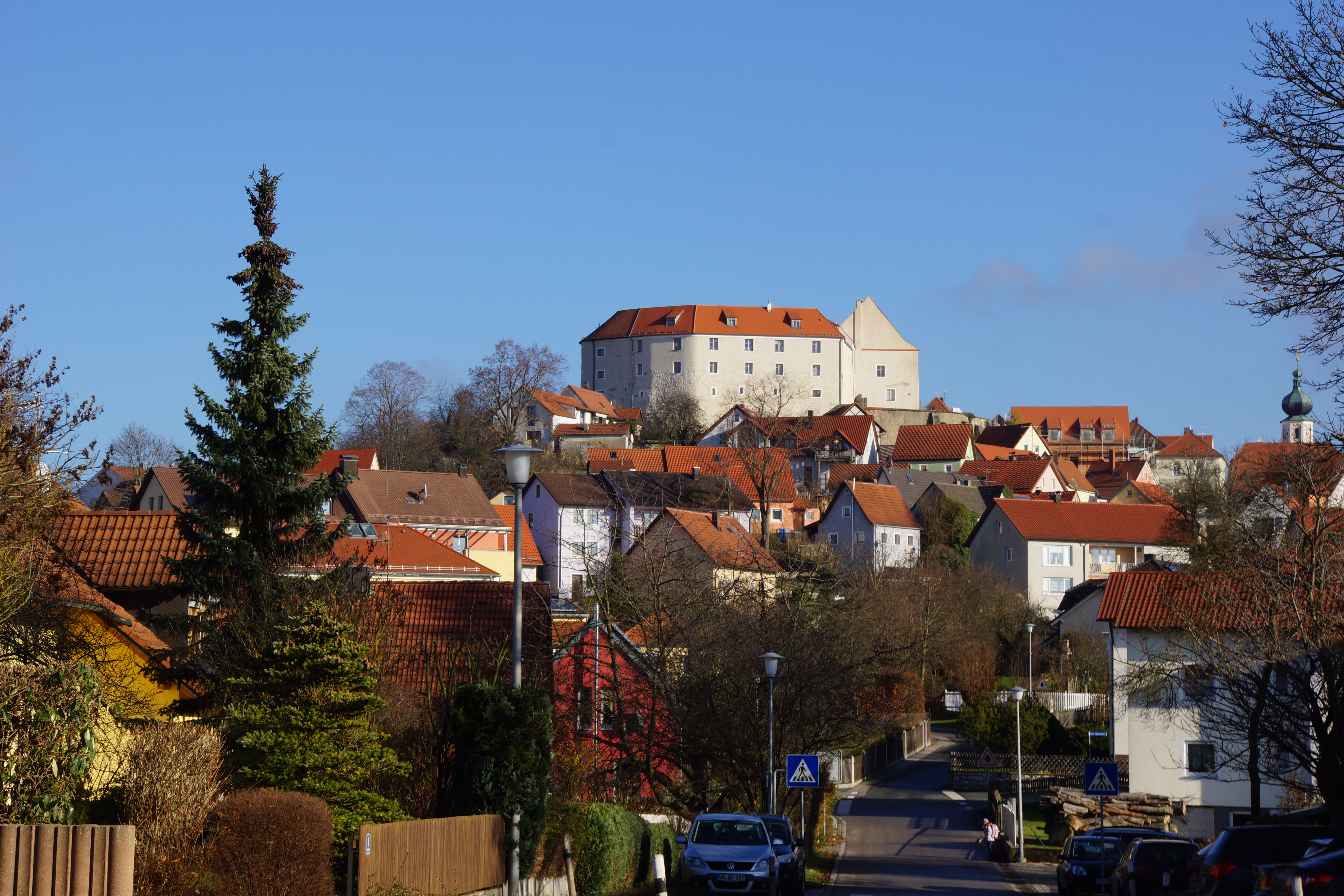
Markt Lupburg

### Marktgemeinderat
Der Marktgemeinderat hat 14 Mitglieder (zuzüglich dem 1. Bürgermeister):
- FW-Unabhängige Parteifreie Wählergemeinschaft 7 Sitze (+1)
- CSU 7 Sitze (unverändert)

Die SPD ist seit Mai 2020 nicht mehr im Gemeinderat vertreten.
(Stand: Kommunalwahl 2020)

### Wappen
| Wappen von Lupburg | Blasonierung: „Geteilt; oben neun silberne und blaue Rauten, belegt mit einem roten Zinnenturm; unten in Blau ein silberner Balken.“ |
| Wappen von Lupburg | Wappenbegründung: Die neun Rauten verweisen als Minderung des landesherrlichen Schildes auf die bayerischen Herzöge als Inhaber der Herrschaft Lupburg spätestens seit 1392. Der rote Zinnenturm kann als redendes Bild für den Ortsnamen und zugleich als Hinweis auf die Burg der 1313 ausgestorbenen Herren von Lupburg gedeutet werden. Der silberne Balken in Blau im unteren Feld ist vom Wappen der Herren von Lupburg hergeleitet, die ihre Herrschaft Bischof Konrad von Regensburg, einem Bruder des letzten Lupburgers, und damit dem Hochstift Regensburg vermachten. Von 1395 bis 1572 war die Herrschaft Lupburg an die Parsberger verpfändet. Sie wurde 1572 vom Herzogtum Pfalz-Neuburg ausgelöst. 1586 verlieh Pfalzgraf Philipp Ludwig von Neuburg Lupburg Wappen und Siegel, wobei die Zusammenstellung des Schildbildes, insbesondere die waagrechte Anordnung der neun Rauten, festgelegt wurde. Dennoch wurden die Rauten in der heraldischen Literatur meist unrichtig dargestellt. Auch die Abbildungen des 20. Jahrhunderts variieren: Während Stadler 1965 jeweils drei volle blaue Rauten waagrecht beidseits des Zinnenturms zeigt, enthält das aktuelle Gemeindewappen neun angeschnittene blaue und silberne Rautenfelder in schräger Anordnung. Das älteste Siegel von 1588 hat die Umschrift WAPPEN DES MARKTS. Dieses Wappen wird seit 1586 geführt. |

## Kultur

### Regelmäßige Veranstaltungen
- Seit dem Jahr 2000 richtet der Sportverein 1959 Lupburg e. V. den Jura-Radmarathon mit insgesamt mehr als 2.000 Teilnehmerinnen und Teilnehmern auf den Straßen-, Gravel- und MTB-Strecken aus.[11]

## Wirtschaft und Infrastruktur

### Energie
- Windkraftanlage vom Typ Enercon E-101 mit 149 Meter Nabenhöhe beim Gemeindeteil Pöfersdorf, jedoch auf dem Gebiet der Gemeinde Hohenfels.[12]
- Blockheizkraftwerk für derzeit ca. 100 Anschlussnehmer.[13] Ein sechszylindriger MAN-Motor erzeugt in dieser Anlage 270 kW Wärme und 180 Kilowatt elektrischer Leistung. Angetrieben wird der Motor mit Holzgas, das aus Pellets gewonnen wird, die in einem Holzvergaser der Firma Burkhardt aus Mühlhausen auf bis zu 800 °C erhitzt werden.[14]

### Verkehr

#### Straße
Lupburg ist über die Kreisstraße NM 32 mit der Stadt Parsberg verbunden, wo in ca. vier Kilometern Entfernung Anschluss an die Bundesautobahn 3 – Anschlussstelle Nr. 94 Parsberg – besteht.

#### Schiene
Die nächstgelegene Bahnstation ist in ca. zweieinhalb Kilometern Entfernung Parsberg an der Bahnstrecke Regensburg–Nürnberg.